# Verdens smukkeste mand
|  | Denne artikel er oprettet af botten Steenthbot ud fra en ekstern database. Den kan derfor have sproglige fejl eller mangler. Denne skabelon kan fjernes efter kontrol af indholdet. |

verdens smukkeste mand er en dansk dokumentarfilm fra 2009 instrueret af Anders Andersen.

## Handling
Hvad gør en mand smuk? Filmen udforsker dette koncept via to brødres rejse til den anden side af kloden i deres søgen efter en mand de aldrig har kendt. En meget personlig historie om besværlige familieforhold og kompliceret kærlighed fortælles igennem instruktørens tanker og følelser.